# Brüderstraße (Halle)

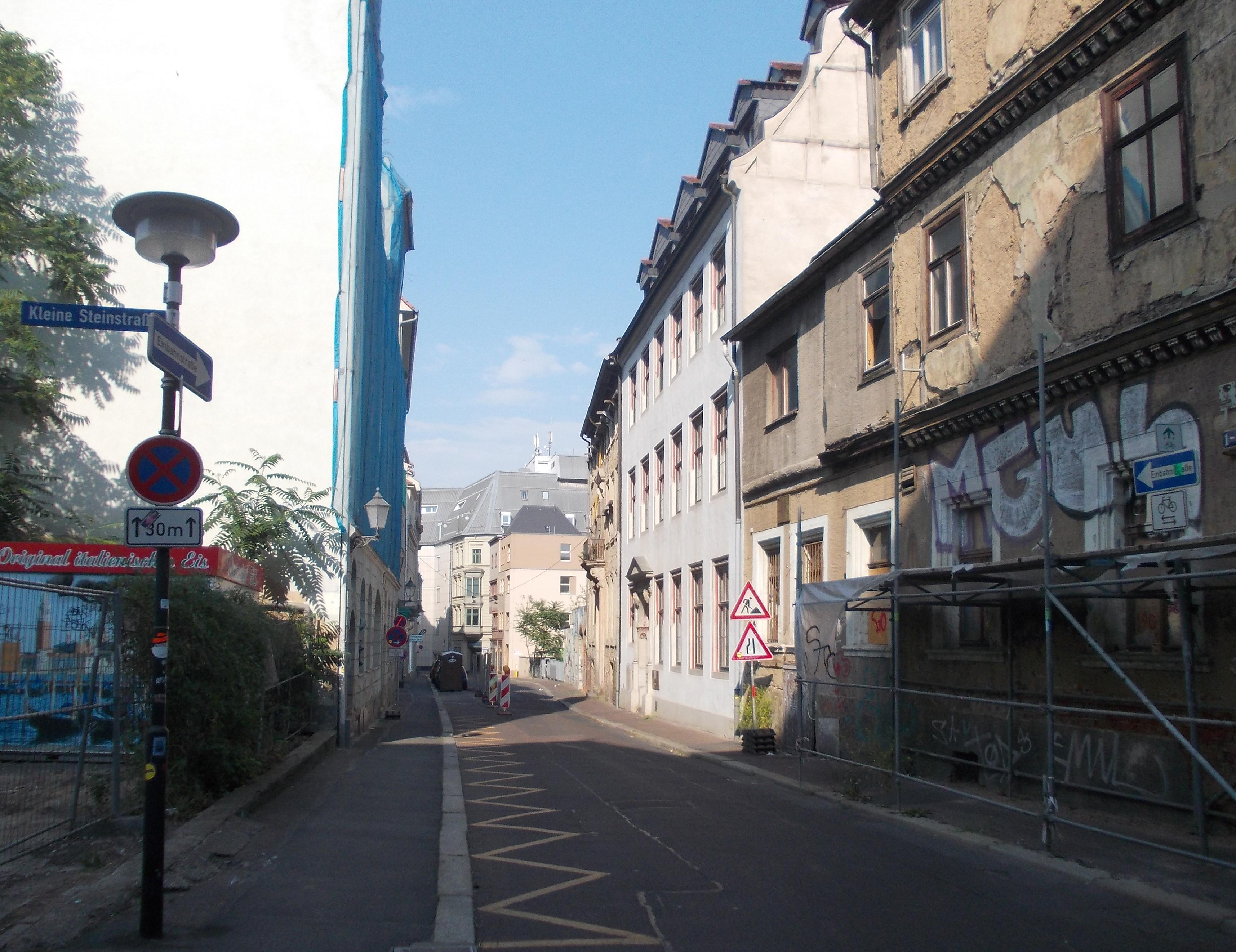
Östlicher Teil der Brüderstraße

Die Brüderstraße in Halle ist eine stadtgeschichtlich wichtige Straße der Stadt in der Nähe des Marktplatzes.
Im westlichen Teil der Straße überwiegen neue oder sanierte Gebäude, in denen sich Geschäfte angesiedelt haben, im östlichen befinden sich Bauten aus Renaissance, Barock und Gründerzeit, die zum Teil in sehr schlechtem Zustand sind. Vor dem Haus Brüderstraße 10 sind zwei Stolpersteine für Bertha und Israel Meyerstein verlegt worden, zwei weitere für Max und Elvira Holländer befinden sich vor Nr. 17.

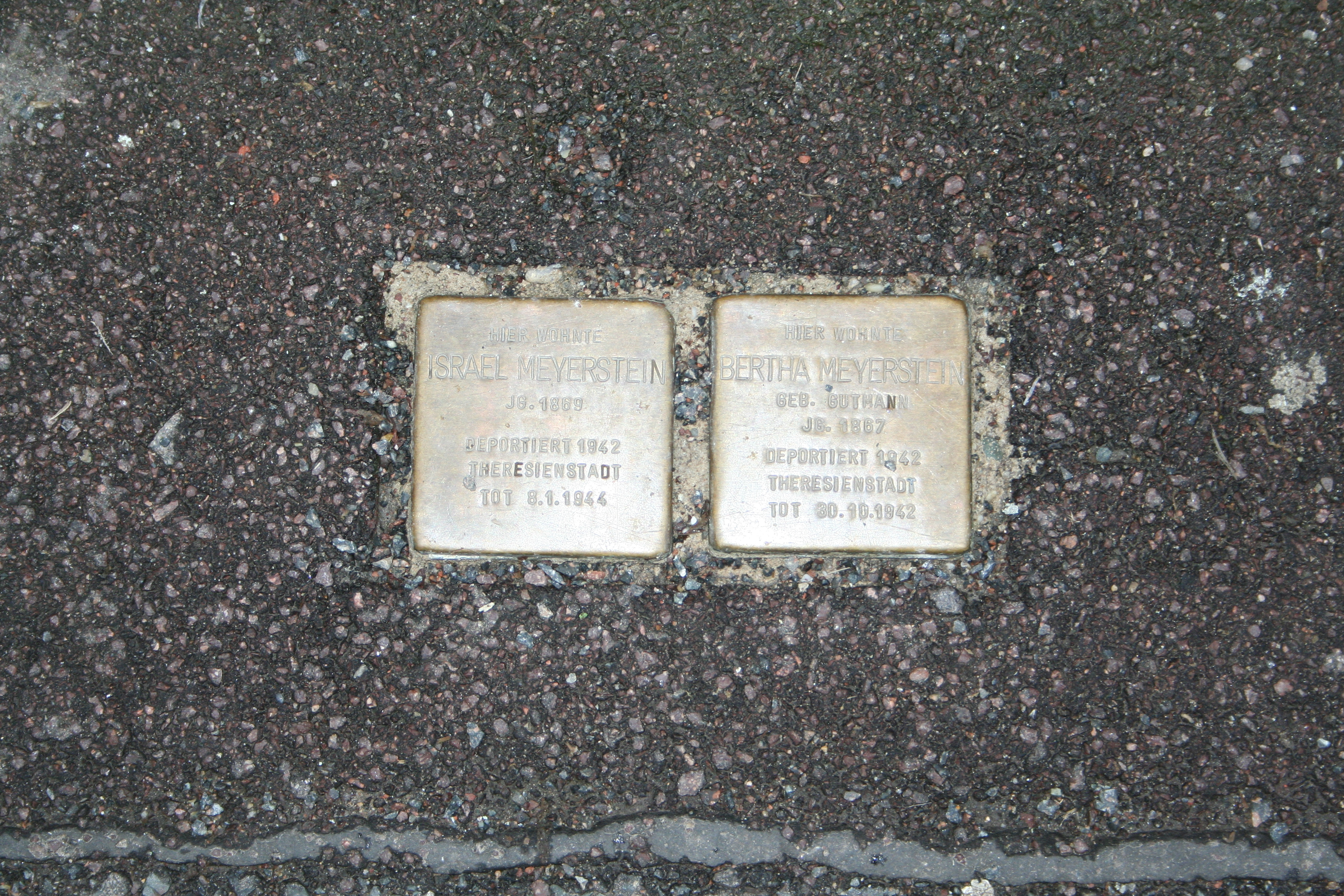
Stolpersteine für Bertha und Israel Meyerstein
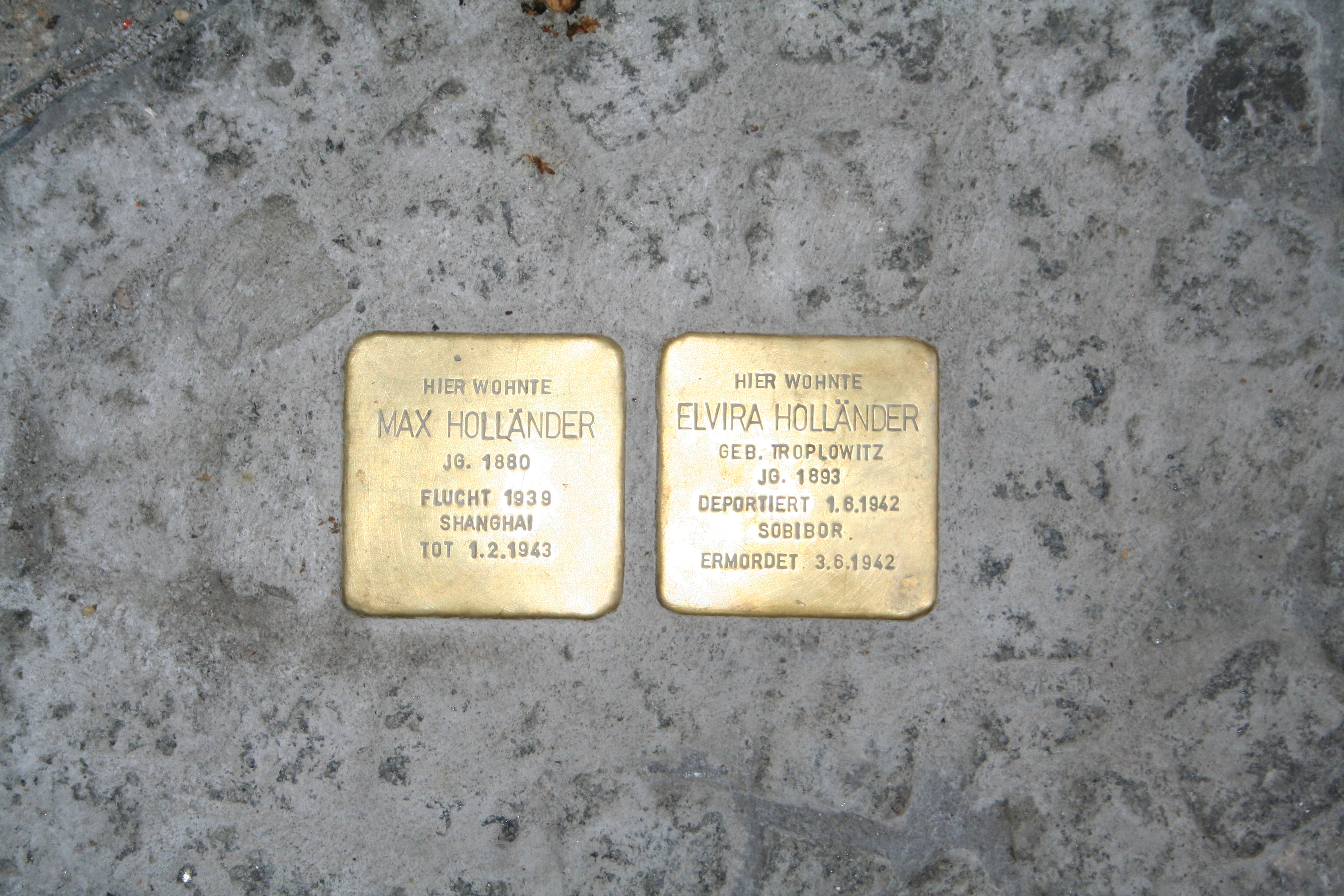
Stolpersteine für Max und Elvira Holländer

## Geschichte

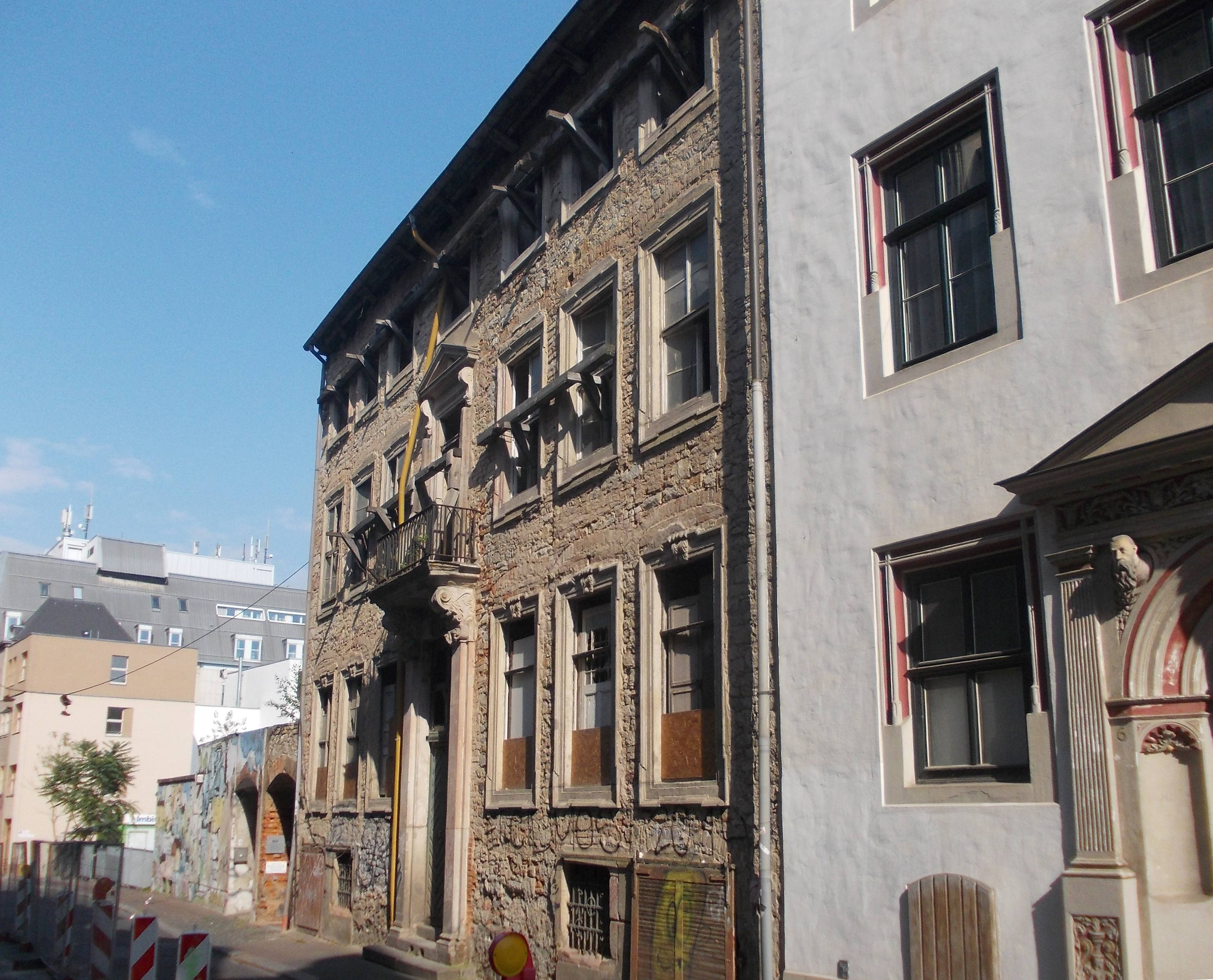
Brüderstraße 5

Im November 2011 stellte der Stadtrat Roland Hildebrandt eine Anfrage zum städtischen Agieren in der Brüderstraße. Er wies auf die gefährdete Bausubstanz der Gebäude Nr. 5, 7 und 12 hin und erklärte, die Straße sei sowohl stadtgeschichtlich als auch denkmalseitig eine der wichtigsten Straßen der Stadt. In der Antwort wurde zugegeben, dass ruinöse Gebäude und ungestaltete Brachen die Qualität des Straßenbildes beeinträchtigen, jedoch unter anderem aus finanziellen Gründen eine Änderung vorläufig nicht in Sicht ist.

## Bauwerke
Das Haus mit der Adresse Brüderstraße 5 ist ein barockes Gebäude mit einer repräsentativen, durch einen Mittelrisaliten gegliederten Fassade über einem mittelalterlichen, kreuzgratgewölbten Keller mit drei Jochen und schlanken Mittelpfeilern sowie einem benachbarten, ebenfalls kreuzgratgewölbten Keller aus der Barockzeit. Im Originalzustand erhalten sind Portal, Balkon und Fenstergewände sowie mehrere Stuckdecken, die aus der Erbauungszeit um 1707 stammen. Das Bauwerk war von 1785 bis 1799 das Wohnhaus des Anatomen Philipp Theodor Friedrich Meckel und die ambulatorische Klinik des Mediziners Peter David Krukenberg, dem das Haus von 1817 bis 1840 gehörte.

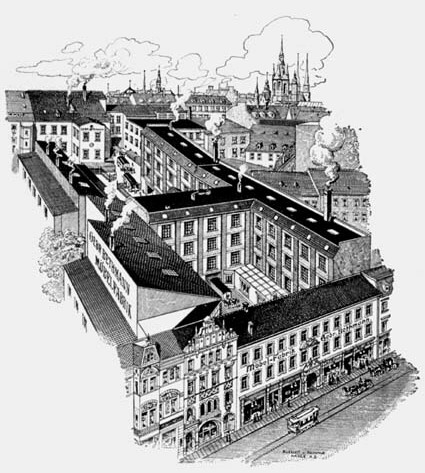
Werbezeichnung für Gebr. Bethmann, um 1907

Die Geschichte des Gebäudes ist mit der des Doppelgrundstückes Große Steinstraße 79/80 verbunden. Das Haus Große Steinstraße 79 wurde 1771 von Johann Christoph Weymann, Sekretär im Almosenamt, erworben. Er kaufte es den Erben des Hofrates Philipp Ernst Erpel ab. Erpel hatte das Gesamtgrundstück mit den heutigen Adressen Brüderstraße 5 (damals noch als Nr. 200 im Marienviertel bezeichnet) und Große Steinstraße 79/80 im Jahr 1708 erworben und auf den älteren Kellern in der Brüderstraße ein Wohnhaus errichtet. Beim Verkauf an Weymann wurden Haus und Grundstück vom Grundstück Brüderstraße 5 abgetrennt. Ab 1817 besaß der Polizeicommissarius Johann Christian Weinmann Haus und Grundstück, 1843 kaufte der Trödler und Boafabrikant die Immobilie. Dessen Sohn Robert gründete 1863 dort eine Möbelhandlung, die bald um eine Möbelfabrik erweitert wurde, und kaufte 1881 das abgetrennte Grundstück Brüderstraße 5 wieder hinzu. Robert und Erich Bethmann ließen von 1905 bis 1907 Seiten- und Hintergebäude mit Klinker- und Putzfassaden auf ihrem Anwesen errichten. Die Entwürfe stammten vom Architekturbüro Lehmann & Wolff. Nachdem die Firma Gebrüder Bethmann 1931 der Wirtschaftskrise zum Opfer gefallen war, wurden die drei Häuser zwangsversteigert und gingen 1933 oder 1934 in den Besitz der Deutschen Anwalts- und Notarversicherung über. Diese ließ die Bauten in der Großen Steinstraße massiv verändern.
Im Jahr 2004 wurde das Haus Brüderstraße 5, das weniger Veränderungen erfahren hatte, von einem Käufer erworben, der später wegen des desolaten Zustandes des Bauwerks und der hohen Erhaltungskosten einen Abrissantrag stellte. Die Obere Denkmalschutzbehörde des Landes Sachsen-Anhalt lehnte diesen Antrag ab, da der Käufer über den Zustand des Hauses informiert war und außerdem Erhaltungsmaßnahmen unterlassen hat. Der Eigentümer zog daher vor Gericht. Ein zunächst ausgehandelter Vergleich, nach dem nur die Fassade und der Keller des Hauses erhalten bleiben und hinter den barocken Mauern Parkplätze angelegt werden sollten, wurde vom Landesverwaltungsamt nachträglich widerrufen. Um eine Klärung herbeizuführen, wurde eine Verhandlung unter freiem Himmel direkt am Objekt angesetzt. Möglicherweise wird der Eigentümer des Hauses verklagt, weil er nichts zur Sanierung des Gebäudes unternommen hat. Dies wäre der erste derartige Fall in Sachsen-Anhalt.
Aus der zweiten Hälfte des 16. Jahrhunderts stammt das Haus Brüderstraße 6. Es wird Nickel Hofmann zugeschrieben.

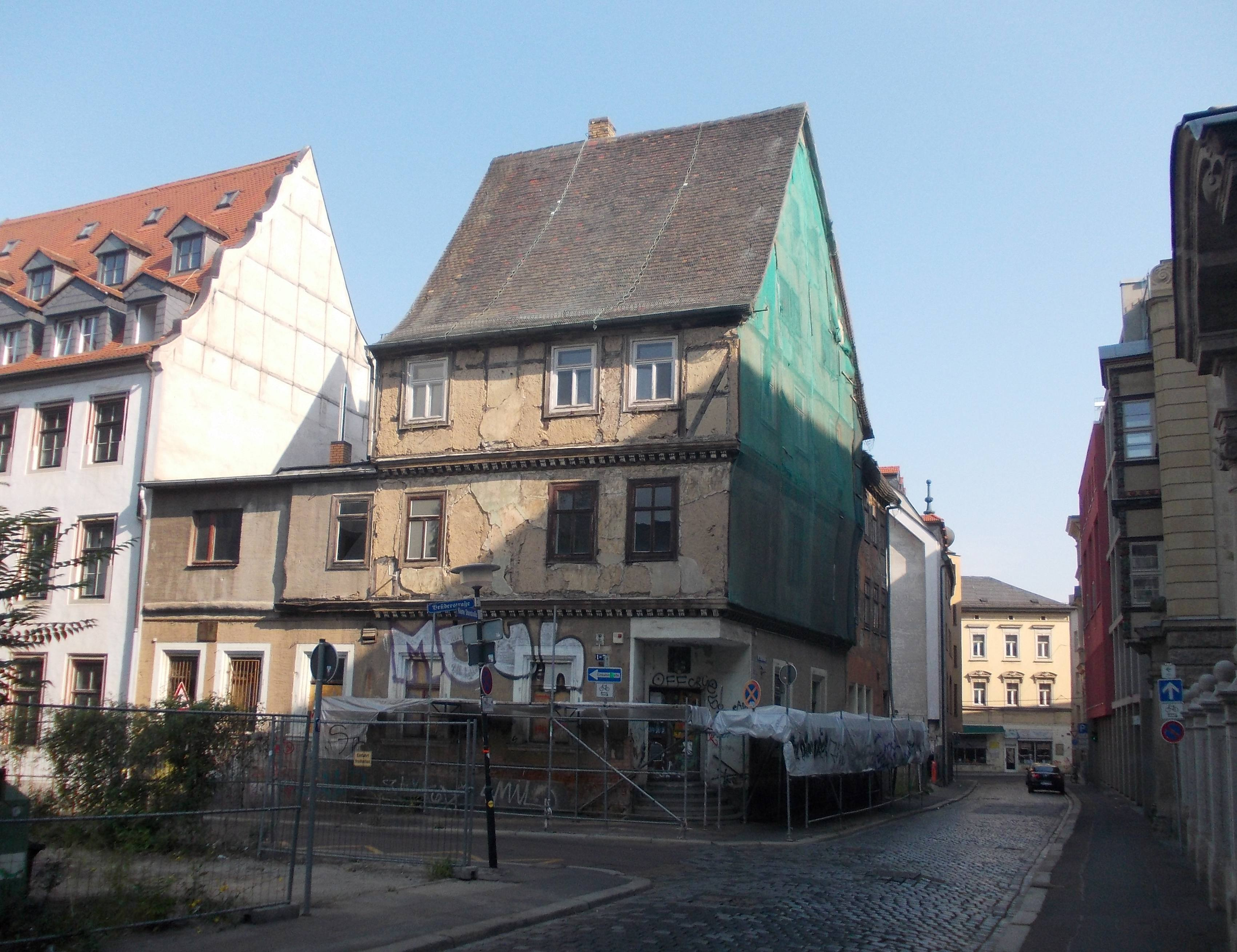
Brüderstraße 7

Für das denkmalgeschützte Haus Brüderstraße 7 an der Ecke zur Kleinen Steinstraße stellte der Besitzer im Dezember 2011 einen Abrissantrag. Nach heftigen Protesten aus der Bevölkerung wurde beschlossen, das dreistöckige Fachwerkgebäude aus dem 16. Jahrhundert in einen Neubau zu integrieren, der auf dem Nachbargrundstück errichtet werden soll. In der Brüderstraße 7 befand sich bis in die 2000er Jahre ein Lokal namens „Marktwirtschaft“.
Das Baudenkmal Brüderstraße 12 stammt zu großen Teilen aus dem späten 16. Jahrhundert. Die barock geprägte vierflügelige Anlage besitzt eine verglaste Galerie und eine Aufzugswinde. Das Haus wurde 1736 umgebaut. Die Stuckdecken und die originalen Türen sind nicht erhalten geblieben.